# Éric Perrot (Sprinter)
Éric Perrot (* 26. August 1969 in Melun) ist ein ehemaliger französischer Sprinter.
1991 schied er bei den Hallenweltmeisterschaften in Sevilla über 200 Meter im Halbfinale aus. Bei den Weltmeisterschaften 1993 in Stuttgart wurde er mit der französischen Mannschaft im Halbfinale der 4-mal-100-Meter-Staffel disqualifiziert.
1994 siegte er bei den Europameisterschaften in Helsinki zusammen mit Hermann Lomba, Jean-Charles Trouabal und Daniel Sangouma in der 4-mal-100-Meter-Staffel und erreichte über 100 Meter das Viertelfinale. Beim Leichtathletik-Weltcup in London trat die französische Stafette in dieser Besetzung für Europa an und kam auf den fünften Platz.
1991 wurde er Französischer Hallenmeister über 200 Meter.

## Persönliche Bestzeiten
- 60 m (Halle): 6,68 s, 26. Januar 1991, Liévin
- 100 m: 10,33 s, 2. Juli 1994, Noisy-le-Grand
- 200 m: 20,90 s, 28. Juli 1991, Dijon
  - Halle: 21,13 s, 17. Februar 1991, Liévin